# Iwa Wanja
Iwa Wanja (nacida Ivanka Nikolova Yanakieva; 10 de octubre de 1905 – 26 de junio de 1991) fue una actriz búlgara afincada en Alemania. Se trasladó a Berlín para proseguir su carrera, apareciendo en una treintena de películas alemanas. Casada con Norbert Schultze, compositor alemán, recordado sobre todo por haber escrito la melodía del clásico de la Segunda Guerra Mundial Lili Marleen.

## Life and career
En 1937, Wanja apareció en la película de propaganda nazi, Urlaub auf Ehrenwort (Holiday on Parole, también conocida como Furlough on Parole).
Alrededor de 1943 se casó con el compositor alemán Norbert Arnold Wilhelm Richard Shultze. Tuvieron dos hijos. Durante su matrimonio, escribió los libretos de varias de sus composiciones para teatro.

## Filmografía seleccionada
- Women of Luxury (1925)
- A Sister of Six (1926)
- The Woman's Crusade (1926)
- I Liked Kissing Women (1926)
- Weekend Magic (1927)
- The Long Intermission (1927)
- The Marriage Nest (1927)
- The Prince's Child (1927)
- Girls, Beware! (1928)
- The President (1928)
- The House Without Men (1928)
- Polish Economy (1928)
- Dear Homeland (1929)
- The Right of the Unborn (1929)
- From a Bachelor's Diary (1929)
- Josef the Chaste (1930)
- The Court Concert (1936)
- Captain Bay-Bay (1953)
- A Life for Do (1954)